# 이그나츠 슈판치히

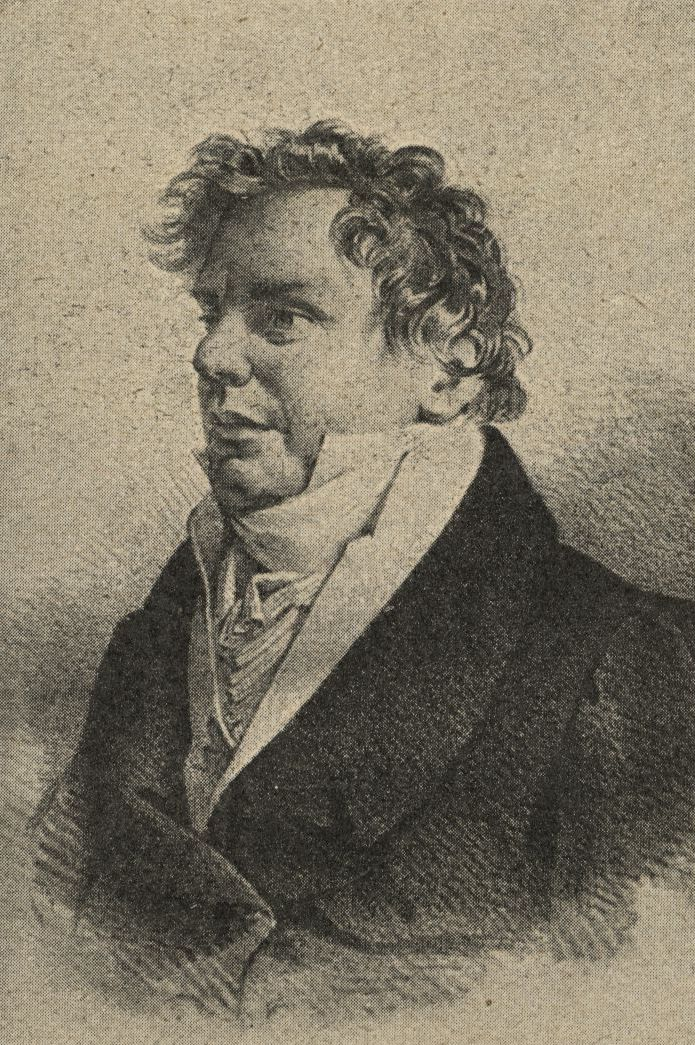
슈판치히의 초상화

이그나츠 안톤 슈판치히(독일어: Ignaz Anton Schuppanzigh, 1776년 7월 20일~1830년 3월 2일)는 오스트리아의 바이올린 연주자, 작곡가이다. 루트비히 판 베토벤의 친구이자 그의 바이올린 스승이었으며, 안드레이 라주몹스키 백작의 사설 현악 사중주단의 단장 겸 제1바이올린 연주자로 활동했다. 
슈판치히와 그의 사중주단은 베토벤의 많은 현악 사중주, 특히 후기 현악 시중주를 초연했다. 자신의 사중주단을 이끌고 있던 슈판치히는 1808년 후반에 라주몹스키 백작으로부터 새로운 현악 사중주단을 조직하도록 의뢰받았으며, 이에 슈판치히는 최초의 전문 현악 사중주단인 라주몹스키 사중주단을 창단했다. 이것은 영구적인 약정으로, 단원들과는 평생에 걸친 계약이 맺어졌다.  이 사중주단이 결성되기 전까지 사중주 음악은 주로 아마추어나 임시로 함께 모인 전문 연주자들에 의해 연주되었다.

## 생애
슈판치히는 빈에서 테레지아 육군사관학교의 이탈리아어 담당 교수인 프란츠 요제프 슈판치히의 아들로 태어났다. 비올라에 대한 초기 선호를 포기한 후에 그는 스물 한번 째 생일이 되기 전에 거장 비올리스트이자 바이올리니스트, 그리고 지휘자로 자리매김했다. 그는 베토벤에게 바이올린 레슨을 해 주었고, 베토벤이 사망할 때까지 친구로 남았다.
사중주 연주에 대한 슈판치히의 헌신은 사중주 연주와 작품의 전환에 중추적인 역할을 했다. 베토벤 이전에는 유능한 아마추어나 리허설을 거의 하지 않은 전문가라도 사중주 레퍼토리를 성공적으로 연주할 수 있었다. 라주몹스키 백작에게 헌정된 작품 번호 59의 세 개의 사중주를 시작으로 베토벤의 사중주는 헌신적인 리허설 없이는 완전히 극복할 수 없는 많은 새로운 기술적 어려움을 도입했다. 이러한 어려움에는 두 개 이상의 악기가 함께 연주하는 동기화된 복잡한 연주, 크로스 리듬 및 헤미올라, 인토네이션에 특별한 주의가 필요한 어려운 화성이 포함된다. 슈판치히가 특히 어려운 패시지에 대해 불평했다는 소식을 듣고서 베토벤은, "뮤즈가 내려와 내게 작곡을 하라고 했을 때, 내가 당신의 비참한 바이올린 연주를 생각했겠습니까?"라고 말했다고 한다.
라주몹스키 사중주단은 베토벤 이외의 다른 작곡가의 작품의 초연도 다루었다. 프란츠 슈베르트는 그의 현악 사중주 13번 가단조 "로자문데"를 슈판치히에게 헌정했다.
베토벤은 종종 그의 비만에 대해 농담을 하며 "밀로르 팔스타프"(Milord Falstaff)라고 불렀다. 이 말은 그의 몸무게와 음식, 음료 및 술 마시는 성향을 모두 겨냥한 말로, 셰익스피어의 연극에 등장하는 인물, 존 팔스타프(John Falstaff)에 빗댄 말이었다. 베토벤은 1801년에 그에게 헌정된 짧은 코믹한 노래. "Lob auf den Dicken (Schuppanzigh ist ein Lump)"(뚱뚱한 남자에게 감사를 표합니다 (슈판치히는 악당입니다)), WoO 100을 썼다. 이 곡의 스케치는 피아노 소나타 15번의 자필 악보 여백에 쓰여져 있다.
슈파치히는 젊었을 때는 잘생겼다고 묘사되었지만, 성인이 되어 심각한 비만이 되었다. 말년에 그의 손가락은 너무 두꺼워져 조율을 제대로 연주할 수 없게 되었고, 빈에서 마비로 사망했다.